# Miyagawa-chō
 (juillet 2023).
Si vous disposez d'ouvrages ou d'articles de référence ou si vous connaissez des sites web de qualité traitant du thème abordé ici, merci de compléter l'article en donnant les références utiles à sa vérifiabilité et en les liant à la section « Notes et références ».
Pour l’article homonyme, voir Miyagawa.
Miyagawa-chō (宮川町) est l'un des hanamachi (quartiers de geisha) de Kyōto. Miyagawa signifie « la rivière aux sanctuaires » (surnom de la rivière Kamo).
Du kabuki est joué dans les nombreux petits théâtres du quartier. Certaines des maisons de thés sont des bateaux flottant sur la rivière.

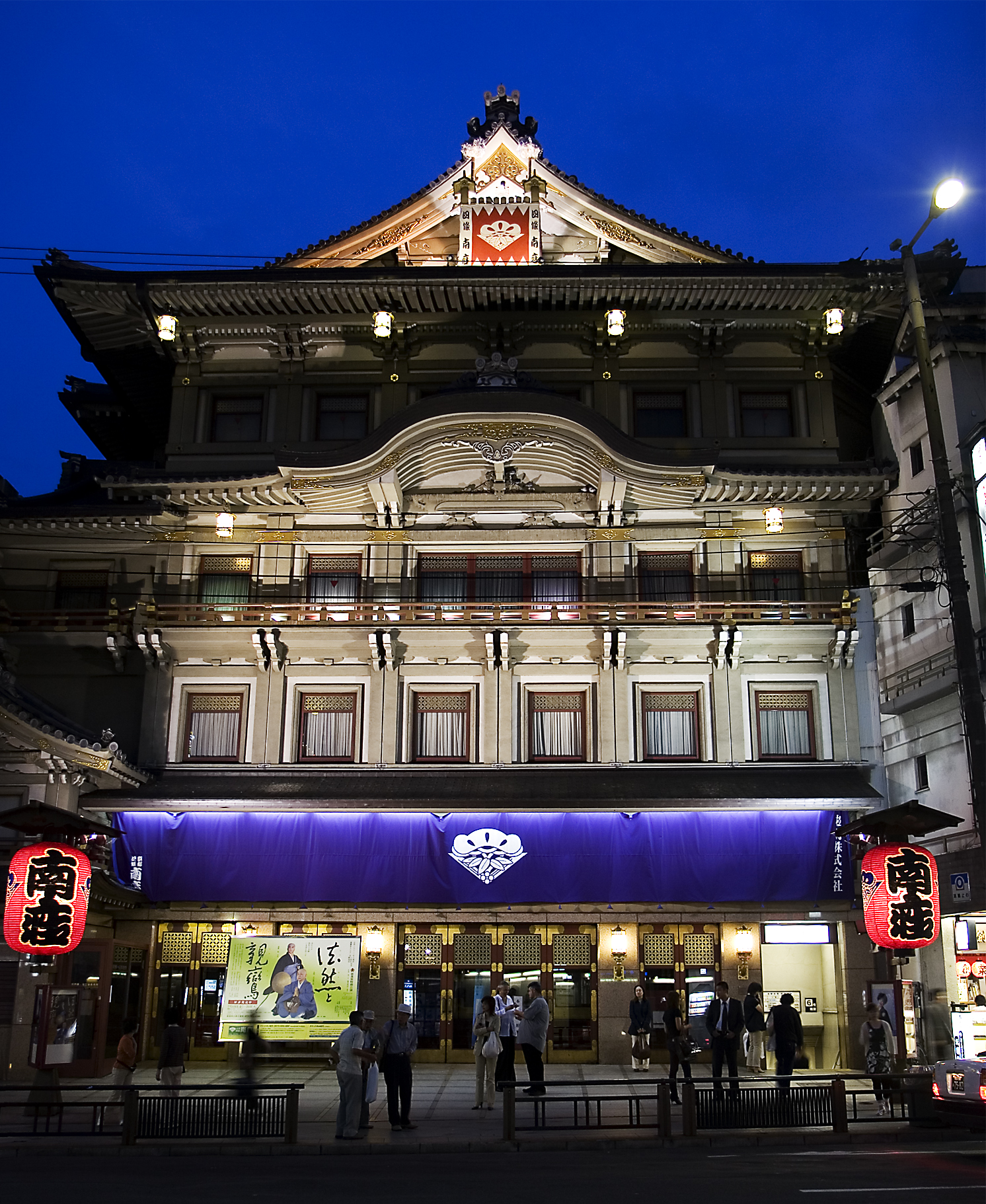
Façade du Minami-za, premier théâtre kabuki du Japon.